# Agathis orbicula
Espèce
Classification phylogénétique
Statut de conservation UICN

 EN B2ab(ii,iii,v) : En danger
L’Agathis orbicula est un arbre conifère de la famille des Araucariaceae, originaire de Bornéo.
Cette espèce présente un haut risque d'extinction à l'état sauvage à cause de sa répartition très fragmentée et de la détérioration de son habitat.